# Meoneura arctica
Meoneura arctica är en tvåvingeart som beskrevs av Ozerov 1991. Meoneura arctica ingår i släktet Meoneura och familjen kadaverflugor. Inga underarter finns listade i Catalogue of Life.